# 県道192号 (台湾)
県道192号（けんどう192ごう）宜蘭県礁渓郷龍潭から同県壮囲郷大福を結ぶ、全長計9.916kmの台湾の県道である。

## 通過する自治体
- 宜蘭県
  - 礁渓郷
  - 宜蘭市
  - 壮囲郷

## 接続する道路
- 台9線
- 国道5号（インターチェンジ）・県道191甲線（国道5号高架橋に下の道路）
- 県道191号
- 台2線

## 施設
- 新生国小学校
- 宜蘭インターチェンジ

## 支線

### 甲線
県道192号甲線（けんどう192ごうこうせん）は、宜蘭県礁渓郷龍潭から同県宜蘭市宜蘭を結ぶ、全長計4.430kmの台湾の県道であり。

#### 通過する自治体
- 宜蘭県
  - 礁渓郷
  - 宜蘭市

#### 接続する道路
- 県道192号